# Шило, Пётр Иванович
Пётр Иванович Шило, позже сменил фамилию на Таврин (12 июня 1909 — 28 марта 1952) — советский коллаборационист, агент немецкого разведоргана «Цеппелин», работавший под агентурными псевдонимами «Таврин» и «Политов». Данные о его довоенной биографии являются неполными в связи с отсутствием ряда важных документов. Во время Великой Отечественной войны был командиром пулемётной роты 1196-го стрелкового полка 359-й стрелковой дивизии РККА, в мае 1942 года добровольно перешёл на сторону немцев, сдавшись им в районе Ржева, и согласился работать на немецкую разведку.
После прохождения соответствующей подготовки Пётр и его супруга Лидия Яковлевна Шилова, на которой Таврин женился в конце 1943 года, перешли линию фронта с целью совершения терактов против советских военных и политических лидеров (а именно против Иосифа Сталина). 5 сентября 1944 года в результате спецоперации НКВД обоих задержали на территории Смоленской области, изъяв оружие, боеприпасы, радиопередатчик и ряд фальшивых документов. В дальнейшем радиопередатчик Таврина-Шило был использован для радиоигры НКГБ.
После войны некоторое время обоих держали под наблюдением, рассчитывая использовать для радиоигр с немецкими диверсионными группами, не обнаруженными НКВД. В 1952 году вместе с женой Шило был признан виновным в измене Родине и расстрелян по приговору суда. Первые публикации в печати об операции Шило появились только в 1965 году, однако в дальнейшем официальная версия неоднократно подвергалась критике (преимущественно со стороны историка Игоря Ландера из-за большого количества несостыковок в публикациях, описывавших развитие событий).

## Довоенные годы

### Происхождение
Сведения о биографии Петра Ивановича Шило различаются в источниках и порой противоречат друг другу. Согласно документам военнопленного, он родился 12 июня 1909 года, местом рождения числится при этом Бобруйск. В то же время в архивном фонде Черниговской духовной консистории, в метрической книге Троицкой церкви в местечке Веркиевка есть актовая запись № 41 от 29 июня 1909 года, свидетельствующая о том, что Пётр Иванович Шило родился 12 июня 1909 года на территории Нежинского уезда Черниговской губернии (нынешнего Нежинского района Черниговской области Украины). Его родителями были казак Иван (Иоанн) Павлович Шило и Василиса (Васса) Иоакимовна, проживавшие в хуторе Бобрик; в последующих документах хутор значился как село Бобрик, что могло объясняться возможным стиранием границ между селом и хутором, вызванным административно-территориальной реформой в СССР в 1930-е годы.
По национальности Пётр значился как «русский». Согласно некоторым советским свидетельствам, он был сыном кулака, который в 1918 году был расстрелян красными партизанами. По версии генерал-майора ФСБ Александра Михайлова, отец Петра Шило был сапожником; по мнению Ландера, казаки юга Черниговской губернии в дореволюционный период кулаками не являлись, поскольку средний размер их земельного надела равнялся 7 десятинам (у крестьян он составлял 8 десятин). В карточке учёта безвозвратных потерь на 1946 год также утверждалось, что в станице Аркадак Саратовской области проживала его бабушка Анна Дорофеевна Родина.

### Образование
Во время следствия Пётр Шило утверждал, что учился в Московском институте цветных металлов и золота, однако давал противоречивые показания: на одном допросе говорил, что окончил вуз в 1936 году, на другом — что проучился только два года. Также, согласно некоторым учётным записям, накануне войны Шило якобы прошёл высшую вневойсковую подготовку (или окончил некие курсы младшего комсостава), получив право носить офицерские петлицы. Однако двух лет обучения в вузе было недостаточно для получения законченного военного образования, а среди документов о воинской службе Таврина не было ни одного, содержащего номер и дату приказа НКО СССР о присвоении первичного командирского звания. Сведения в документах 359-й стрелковой дивизии об окончании вуза в 1936 или 1939 году также противоречат данным архива 21-й запасной стрелковой бригады, в которой утверждалось, что Шило (Таврин), уволенный из РККА в 1940 году, проучился в вузе всего два года. Однако документально подтвердить или опровергнуть сведения об обучении в Московском институте цветных металлов и золота невозможно, поскольку все документы за предвоенные годы во время обороны Москвы были безвозвратно утеряны; сведения о длительном проживании Шило под его фамилией или фамилией Таврина в Москве также не сохранились.
Согласно документам, датируемым не раньше октября 1941 года, Таврин мог быть курсантом Школы особого назначения УПО в Харькове (военно-учебное заведение НКВД СССР), носившей совершенно секретный характер и готовившей кадровых сотрудников госбезопасности, документы о получении образования в которой никогда никому не выдавались. Однако подобное упоминание в учётных документах бригады и полка, по мнению Ландера, могло произойти лишь по колоссальному недосмотру.

### Места работы
Разные авторы упоминают разные места проживания и работы Петра Шило (Таврина). В частности, среди мест проживания фигурируют Мелитополь, Уфа, Бухара, Иркутск, Ташкент, Саратовская, Свердловская и Воронежская область, Туркменская ССР и Краснодарский край. Утверждалось, что Шило до 1930 года был батраком у кулаков, а затем устроился работать в отделе труда в Нежине, где занимался вербовкой рабочей силы для строительства промышленных предприятий. Однако официальными документами подтверждается только то, что в 1940 году Пётр перебрался в Свердловск, где вплоть до начала войны работал в тресте «Уралзолото» в геолого-разведочной партии. Одна из жительниц Свердловска утверждала, что Таврин нередко при знакомстве с женщинами представлялся сотрудником НКВД, а при возможности даже не стеснялся украсть что-либо из материального имущества.
Также в ряде источников указывается, что у Шило было незаконченное высшее образование: под фамилией Таврина он якобы пытался устроиться на учёбу на юридический факультет в Воронеже, а после окончания первого курса был принят на должность старшего следователя в воронежскую прокуратуру, но за самовольное оставление работы снова был арестован и странным образом избежал наказания. Однако юридический факультет Воронежского государственного университета был закрыт с 1919 по 1958 годы, а заочное юридическое образование стало доступным только в 1951 году благодаря открытию филиала всесоюзного юридического заочного института. Более того, должность следователя предусматривает спецпроверку, которая открыла бы допуск к работе с секретными документами, однако Шило, по мнению Ландера, не прошёл бы её ни при каких условиях. Архивы Воронежской областной прокуратуры были уничтожены во время войны, вследствие чего документально проверить факт работы человека по фамилии Шило или Таврин не представлялось возможным ни в момент ареста, ни в период следствия.

### Вопрос о судимостях
Исследователи нередко утверждали, что у Таврина были несколько судимостей (от одной до трёх), а сам он неоднократно сбегал из-под стражи, что сам Шило подтверждал на допросах. Так, в 1932 году Пётр якобы был арестован в Саратове за то, что во время работы уполномоченным в Нежинском отделе труда он приехал в Глуховский район Черниговской области и проиграл там в карты 5 тысяч рублей, вследствие чего вынужден был расплачиваться казёнными деньгами — это расценили как растрату государственных средств. Из тюрьмы Шило сбежал, разобрав вместе с сокамерниками кирпичную стену тюремной бани. В 1934 и 1936 годах он снова был арестован милицией за растрату денег и оба раза отправлялся в тюрьму, но в обоих случаях снова сбегал. Позже он якобы скрывался от правоохранительных органов в Иркутске и в Воронежской области у жены, которая работала учительницей.
Однако ни в обвинительном заключении, ни в приговоре суда, ни в заключении Главной военной прокуратуры 2002 года не было никаких упоминаний о наличии судимостей у осуждённого Таврина-Шило. Архивы Саратовской области, в которых хранятся сведения обо всех работниках государственных и кооперативных предприятий, организаций и учреждений, не содержат никаких упоминаний о Петре Ивановиче Шило или Петре Ивановиче Таврине не только по поводу его проживания в Саратовской области, но и в плане какой-либо трудовой деятельности на территории области. Более того, по мнению Игоря Ландера, обучение в Харьковской школе особого назначения для лиц с судимостями попросту не было доступно, что было аргументом в пользу того, что заявления историков и писателей хотя бы об одной судимости Таврина являются недостоверными и ложными.

### Смена фамилии
Вопрос об обстоятельствах смены Петром фамилии с Шило на Таврин остаётся спорным. По наиболее общепринятой версии, в доме в Воронежской области, где Таврин жил со своей первой супругой, произошёл пожар, в результате которого сгорели все документы. В итоге Шило оформил себе новые, взяв фамилию жены и став «Тавриным». Также распространена версия о том, что Шило, пытаясь уйти от уголовного преследования, сам поджёг верхнюю часть собственного паспорта и затем потребовал новые документы с фамилией «Гаврин», а потом вручную дорисовал букву «Т». На допросах он утверждал, что сменил фамилию на «Таврин» в 1939 году по фиктивным справкам и под этой фамилией был призван в РККА.
Версия с поджогом паспорта и дописыванием буквы подвергается критике историком Игорем Ландером в связи с тем, что строгий порядок получения паспорта был утверждён постановлением СНК СССР от 27 декабря 1932 года «Об установлении единой паспортной системы по Союзу ССР и обязательной прописке паспортов». Хотя в приказе НКВД от 15 августа 1934 года № 0027-сс отмечалось, что паспортные органы работали бесконтрольно и часто игнорировали требования, порой попросту торгуя паспортами, обычно такие дела оперативно рассматривались. Помимо этого, некоторые авторы пишут о наличии у Шило фальшивых документов с фамилией «Серков»: так, согласно очерку Г. Ропского «Падение» в сборнике «Чекисты рассказывают» 1986 года, Шило некоторое время работал под именем Николая Петровича Серкова на Алайском рынке в Ташкенте и использовал украденный паспорт, куда он вклеил свою фотографию. Очерк подвергался Ландером критике за несоответствие задокументированным фактам.

### Личная жизнь
Согласно данным из нескольких книг офицерского состава, супругой Таврина Петра Ивановича значилась Шило Антонина Васильевна, проживавшая в деревне Карелино Исовского района Свердловской области, что должно было опровергать какое-либо преступное прошлое Петра Ивановича Шило. Однако в то же время в финансовых документах в качестве жены Шило указывал некую Таврину Людмилу Фёдоровну, которой был выписан 1 января 1942 года денежный аттестат на ежемесячное получение 300 рублей из сумм, начисляемых её мужу. Позже обе женщины пропали из документов, и даже архивные учреждения Свердловской области не смогли найти следы ни Антонины Васильевны, ни Людмилы Фёдоровны.

## Начало войны

### Обстоятельства призыва
Сведения о том, как Таврин попал на фронт, расходятся даже в официальных документах, поскольку там фигурируют сразу четыре места призыва, находящихся на достаточно далёком расстоянии друг от друга, а обстоятельства призыва неоднозначны. Так, согласно архиву военкомата города Нижняя Тура Свердловской области и «Книге учёта военнообязанных, призванных в Красную Армию», 14 августа 1941 года Пётр Иванович Таврин, числившийся там как беспартийный, был призван Вологинским военно-учётным столом с военно-учётной специальностью «стрелок» (обозначение ВУС-1) и как младший командир (обозначение «мн-1» в документах — «представитель младшего начальствующего состава запаса 1-й категории»), не переаттестованный с присвоением персонального звания, утверждённого в 1940 году. С учётом того, что геологи (в том числе начальники изыскательских партий) освобождались от призыва, Таврин мог попасть как геолог на фронт только в качестве добровольца, а не по призыву: согласно архивам 21-го запасной стрелковой бригады, Таврин в 1940 году был уволен из РККА, что говорило о предварительном прохождении им срочной службы.
Второй вариант места призыва был представлен в учётных документах 28-го запасного стрелкового полка и 21-й запасной стрелковой бригады, в которых 14 июля 1941 года Пётр Иванович Таврин был призван Нежинским районным военкоматом. Проверка данной информации по архивам Черниговского областного военкомата не представляется возможным в связи с тем, что архивы по призыву сохранились только с 1943 года. Третий вариант, представленный в наградных документах 359-й стрелковой дивизии и в учётах безвозвратных потерь РККА за 1954 год — это Ленинский районный военкомат Горьковской области и 1913 год рождения в качестве призыва Таврина, хотя в архивах данного военкомата подобных сведений не содержалось. При этом Ленинский РВК Горьковской области значился в сводке безвозвратных потерь дивизии за 1946 год, а в карточке учёта безвозвратных потерь на Таврина был указан почему-то Исовский районный военкомат Свердловской области, находившийся ближе к месту его работы.
Четвёртая и последняя версия места призыва — это Саратовская область, чему свидетельствует некий приказ Главного управления кадров Вооружённых Сил СССР от 16 сентября 1946 года № 02197. Согласно приказу, Таврин исключался как пропавший без вести в 1942 году офицер, призванный в Саратовской области, однако там он указан как командир взвода 1196-й стрелковой дивизии 1910 года рождения. Эта же информация была представлена в 11-м томе Книги памяти Саратовской области 1997 года. Однако, по стечению обстоятельств, книга призыва с записью на ноябрь 2008 года бесследно исчезла, что предполагало возможную умышленную путаницу следов призыва Таврина в РККА.

### Служба в РККА
Данные о том, где и как Таврин провёл конец лета и начало осени 1941 года, не сохранились: по состоянию на октябрь 1941 года Таврин имел звание младшего лейтенанта, однако запись о том, когда он получил первичное офицерское звание, не была сделана. Службу Таврин начинал в составе 28-го запасного стрелкового полка, входившего в состав 21-й запасной стрелковой бригады (предположительно, звание младшего лейтенанта он мог получить в полковой школе). Несмотря на данные по его призыву Вологинским военно-учётным столом в качестве стрелка, позже в документах он стал проходить уже как пулемётчик (обозначение ВУС-2), а также вплоть до января 1942 года значился как выпускник харьковской Школы особого назначения УПО. По мнению Игоря Ландера, упоминание Харьковской школы особого назначения в документе могло свидетельствовать о том, что Таврин был зачислен в кадры госбезопасности или военной разведки. В тыловые части его могли направить либо в связи с отсутствием доверия, либо для прохождения некоего этапа легендирования перед заброской в тыл противника. Вне зависимости от обстоятельств, у Таврина должна была быть отменная репутация для обучения в такой школе. Позже упоминания о школе были удалены, что могло быть связано с распоряжением НКВД СССР от 26 февраля 1942 года, по которому Особые отделы должны были принять меры на предотвращение проникновения немецких шпионов в войска, штабы и учреждения РККА.
С ноября 1941 года Таврин по неустановленной причине уже имел звание лейтенанта. Позже он внезапно оказался за штатом на должности командира хозяйственного взвода полка без указания видимых причин, отбыв на передовую только в конце января 1942 года. По мнению Ландера, это могло быть обусловлено тем, что Таврин мог быть нужен именно на указанном месте или же не нужен ни на каком другом: таким образом могла сохраняться на оперативно значимом участке важная агентура военной контрразведки, а также так могли проходить обучение сотрудники военной разведки и органов госбезопасности. Учётно-послужная карточка и личное дело Таврина отсутствуют не только в ЦАМО, но и в его судебно-следственном деле, причём Ландер полагает, что есть косвенные свидетельства в пользу того, что они либо не существовали вообще, либо не прибыли на фронт и бесследно исчезли.
5 января 1942 года Таврин в составе 145-го маршевого батальона отправился на Калининский фронт, куда прибыл ровно через месяц (5 февраля) и был официально зачислен в 359-ю стрелковую дивизию 30-й армии. Согласно документам, 5 февраля приказом штаба 30-й армии дивизии ставилась задача уничтожить противника в Соломино и Лебзино, овладеть Бродниково и наступать в направлении Свинино — Чертолино. В течение месяца дивизия несла громадные потери в живой силе, теряя средних командиров первой линии. Однако Таврин не занял предполагаемую командную должность на передовой, а оказался за штатом и попал в интендантский отдел дивизии, хотя не проходил никакую специальную подготовку. При этом он получал должностной оклад как командир взвода. В архивах 359-й дивизии не было обнаружено следов командирования Таврина за пределы расположения и отправки в тыл с заявками на материальные ценности.

### Обстоятельства награждения
Согласно приказу № 110 от 19 мая 1942 года по личному составу 359-й стрелковой дивизии, после стабилизации ситуации на фронте Таврин возглавил транспортную роту полка, которая была исключительно гужевой (в его распоряжении были только кони, повозки и ездовые), что могло свидетельствовать о его возможной принадлежности к агентурному аппарату. Однако в то же время 2 июня 1942 года вышел приказ по личному составу № 118, согласно которому лейтенант Таврин Пётр Иванович был назначен с 12 мая командиром 2-й пулемётной роты 1196-го стрелкового полка, а пункт приказа номер 110 не был отменён. В то же время, согласно наградным документам, он уже числился не как беспартийный, а как кандидат в члены ВКП(б).
Как свидетельствуют наградные документы, во время наступления немцев 17 мая 1942 года он лично вёл огонь по позициям противника, убив троих и ранив одного; во время боя захватил «один пулемёт-автомат, автомат и три винтовки». За мужество и храбрость, проявленные при отражении атаки противника, означенный по документам лейтенант Пётр Иванович Таврин был представлен к ордену Красной Звезды, заменённому при утверждении на медаль «За отвагу» (награждён приказом № 017/Н от 22 мая 1942 года). Вместе с тем в журнале боевых действий утверждалось, что в тот день с 20:45 по 22:30 противник осуществил атаку под прикрытием сильного артиллерийского и миномётного огня по позициям Малого Нелюбино и Нелюбино при участии 800 человек. В ходе огня артиллерии была уничтожена миномётная батарея противника в роще на юго-востоке Лебзино, зажжены склад боеприпасов в Тяплово и склад боеприпасов в районе деревни Костерово, а трофеями были только четыре винтовки Mauser. Пулемёты и автоматы в последующих документах не упоминались, что могло свидетельствовать либо о сокрытии трофеев, либо о преувеличении сообщения или его выдумке, либо о внесении в представление командиром и комиссаром полка с целью убедить военсовет армии наградить достойного офицера.

## Обстоятельства перехода на сторону немцев
29 мая 1942 года Таврин был вызван к уполномоченному Особого отдела 1196-го стрелкового полка лейтенанту госбезопасности Васильеву, который получил от контрразведки сведения о том, что Таврин прежде носил фамилию Шило, и решил лично проверить лейтенанта, задав ему вопрос о причинах смены фамилии. Таврин в разговоре с Васильевым опроверг заявления о том, что прежде носил фамилию Шило, а сама беседа ничего не прояснила, но сильно встревожила самого Таврина. На допросах в НКВД в 1944 году он утверждал, что боялся ареста и привлечения к уголовной ответственности за побеги из мест лишения свободы, вследствие чего и решил перейти на сторону немцев. По официальной версии, в ночь с 29 на 30 мая Таврин с двумя солдатами был послан в разведку на две недели (с 30 мая по 12 июня) в район Ржева и сдался на следующий день немцам: согласно документам военнопленного, это произошло 30 мая 1942 года в районе села Нелюбино. Расчёт Таврина был сделан на то, что до конца войны он останется у немцев на положении военнопленного, а о его переходе не будет известно советским властям. Информация о первом допросе Таврина была опубликована уфимским историком Айратом Багаутдиновым в 2020 году: согласно Багаутдинову, первый допрос состоялся 2 июня 1942 года, по итогам которого в протоколе офицер абвера отметил, что Таврин «заслуживает доверия».
Согласно рассказу переводчицы 1196-го стрелкового полка Клавдии Ивановны Батраевой, командиры линейных подразделений очень редко ходили в разведку, и такие случаи стали бы широко известны: более того, такой случай должен был быть оформлен приказом о прикомандировании офицера к разведвзводу, однако в случае Таврина подобного приказа не было обнаружено ни в фондах полка, ни в фондах дивизии. Направление бойцов и командиров в разведку за передовую линию окопов (не говоря о зафронтовой разведке) осуществлялось по жёстким правилам: боевое охранение и дозоры должны были обеспечиваться проверенными лицами. На основании этого Таврин не мог попроситься в разведку, и направить его мог только кто-то из вышестоящего начальства. Согласно боевому приказу штаба дивизии № 21 от 30 мая 1942 года, 1196-й полк уступал свои позиции 1198-му полку и отправлялся во второй эшелон, а Таврин в соответствии с приказом должен был произвести смену позиций. Вопрос о том, какая разведгруппа отправлялась за линию фронта, также был неясен: речь могла идти о разведке не ниже армейского уровня, поскольку дивизионная разведка всегда действовала на глубине не далее 5-8 км и не могла находиться минимум две недели за линией фронта. Однако с учётом того, где служил Таврин, абсолютно не были ясны причины включения его в разведку.
По мнению Ландера, ночной уход мог состояться не при тех обстоятельствах, которые описывал Таврин на допросе. В то время пулемётная рота использовалась рассредоточенно, а часть её расчётов была в боевом охранении. На ночь они выдвигались на огневые позиции на переднем крае или впереди него для обеспечения косоприцельного и флангового огня по наиболее опасным подступам. У командира роты была возможность под предлогом проверки позиций пулемётчиков выйти за передовую линию траншей и раствориться в ночи, не задавая вопросов. Однако в открытых источниках подобная версия не рассматривалась.
Согласно донесению о безвозвратных потерях 359-й стрелковой дивизии № 0301 от 18 августа 1942 года, старший лейтенант Пётр Иванович Таврин был признан пропавшим без вести 12 июня 1942 года в Калининском районе под Ржевом. Однако в алфавитной книге учёта награждённых военнослужащих отдел кадров указывал дату 31 мая, а согласно «Положению о персональном учёте потерь и погребении личного состава Красной Армии в военное время», датой пропажи без вести считался последний день, когда видели Таврина — 29 мая. На допросе у немцев Таврин утверждал, что хватиться его должны были не ранее 31 мая: хотя наличие личного состава в частях и подразделениях проверялось ежедневно, в журнале боевых действий о пропаже без вести в период с 29 мая по 15 июня вообще отсутствовала отметка об исчезновении ротного командира. Более того, даже донесение о пропаже Таврина без вести не было отправлено командованием полка Главному управлению формирования и укомплектования войск Красной Армии.
Так или иначе, но приказом Главного управления кадров Вооружённых Сил СССР № 02197 от 16 сентября 1946 года старший лейтенант Таврин Пётр Иванович был исключён из списков личного состава 359-й стрелковой дивизии. Данных в открытых источниках о том, какие действия были предприняты в отношении оперуполномоченного Васильева, нет. В то же время, по мнению Ландера, если Таврин был действительно агентом советской разведки, то Васильеву могли приказать уничтожить дело, что исключает все несостыковки в документах. Также не исключается версия о том, что Таврин мог попросту выдумать историю про вызов к Васильеву и последующую беседу.

## Начало сотрудничества с немцами
В лагерь военнопленных в Летцене Таврин был доставлен 15 июля 1942 года. На допросе у немцев Таврин заявил, что его отца — полковника царской армии — якобы репрессировали. В документах военнопленного им были указаны и иные данные: в качестве места рождения был заявлен Бобруйск, место проживания ближайших родственников — дом 24 по Большой Владимирской улице в Киеве, где проживала его мать Василиса; сам Пётр Таврин по профессии значился как инженер-геолог и нёс службу в качестве командира батареи 1196-го стрелкового полка. Согласно протоколу допроса от 2 июня 1942 года, Таврин производил «впечатление интеллигентного человека, намного выше среднего уровня», а также выразил открытую готовность к совместным действиям с немцами и выступлениям против Сталина, однако поставил условие — не совместно с «царскими эмигрантами». Чтобы набить себе цену, он даже передавал заведомо ложную информацию о положении советских войск на том участке, где воевал. В лагере он занялся набиванием номеров на жетоны пленных, однако был изгнан с работы за то, что воровал в каптёрке картошку и вермишель, поедая её на глазах у товарищей.
Утверждается, что Таврин состоял в некоей антисоветской организации: на допросе в НКВД он называл её «Союзом русских офицеров», в то время как в других изданиях фигурировала некая «Русская трудовая рабочая партия». Организация занималась провокационной работой в лагерях военнопленных: Таврин, выдавая себя за разных лиц, втирался в доверие к военнопленным и провоцировал их на побеги, которые потом сам же срывал, докладывая начальству лагерей. После этих сообщений на Таврина даже завели досье в гестапо (дело агента «Политов»). Позже в лагере появился генерал-лейтенант КОНР, в прошлом бригадный комиссар и член военного совета 32-й армии Георгий Жиленков, который агитировал за вступление добровольцев в РОА. Одним из этих добровольцев и стал Таврин, прошедший впоследствии не без помощи Жиленкова нужную идеологическую обработку.
Примерно в августе 1942 года, уже после отъезда Жиленкова, Таврин познакомился с руководителями СД — оберштурмбаннфюрером Хейнцом Грефе, начальником отдела VI-S РСХА оберштурмбаннфюрером СС Отто Скорцени — и первым начальником отдела VI-C (восточный отдел) разведывательной организации «Цеппелин» РСХА штурмбаннфюрером СД доктором Эрихом Хенгельхауптом. Петру предложили сотрудничество с немецкой разведкой, и он, согласившись, отправился в Зандбергский особый лагерь СД, где был принят в команду из десятков советских военнопленных, готовившихся к разведывательно-диверсионным операциям против СССР. Параллельно в течение года Таврин проверялся на провокаторской и агентурной работе во многих лагерях (в том числе в Венской тюрьме), прежде чем ему дали добро на обучение: офицеры гестапо отмечали его инициативность, иезуитскую сноровку и прирождённый нюх провокатора.
Идею о покушении на И. В. Сталина подбросил, по некоторым данным, сам Жиленков. В конце 1942 года Таврин прибыл в замок Фриденталь, находившийся недалеко от концлагеря Заксенхаузен, где и начал заниматься в составе очередной группы в рамках спецкурсов обучения диверсионной деятельности «Ораниенбург». Наблюдение за Тавриным осуществлялось при участии Грефе и Скорцени: последний встретился с Тавриным в конце обучения и напутствовал его перед первым заданием. В июле 1943 года, на следующий день после завершения обучения, Таврин отправился в Берлин, где был официально завербован Главным управлением имперской безопасности «для выполнения специальных, особой государственной важности акций» и получил от Жиленкова ряд инструкций касательно операции, которую санкционировали в СС.

## Подготовка к забросу в тыл

### Обучение в Пскове и Риге

Лидия Яковлевна Шилова и Пётр Иванович Таврин

В сентябре 1943 года Таврин из Берлина отправился в Псков в штаб организации «Цеппелин», где ему предстояло пройти дальнейшую подготовку к выполнению своего задания. Подготовкой руководил начальник рижского СД штурмбаннфюрер СС Отто Краус, главный начальник команды «Руссланд Норд». В Пскове Таврин провёл полтора месяца, тренируясь в стрельбе, преодолении препятствий и умению оторваться от погони. В начале ноября 1943 года Грефе потребовал ускорить темпы, поскольку школу пришлось передислоцировать в Ригу в связи с приближением советских войск (Таврин прибыл в Ригу в начале декабря). Изначально планировалось участие Таврина в операции без каких-либо напарников, но Жиленков настоял на том, чтобы Таврин не действовал в одиночку.
В конце того же года Таврин познакомился с Лидией Яковлевной Бобрик. До войны она работала бухгалтером в ЖЭКе, во время оккупации работала по разнарядке немецкого коменданта в офицерской прачечной и швейной мастерской, но после домогательств со стороны немецкого офицера была выслана на лесоповал. Пётр скрывал от неё вплоть до свадьбы факт своего сотрудничества с немцами и пускал пыль в глаза, рассказывая ей о жестоком обращении с ним со стороны немцев. В ноябре 1943 года, примерно через две недели после знакомства, они поженились, а Грефе предоставил им полуторамесячный отпуск в Берлине, обязав их отправиться в Ригу после отпуска: Таврину был выделен автомобиль с водителем, а Пётр покупал себе дорогие костюмы и посещал рестораны в Берлине, ведя полусветский образ жизни и ни в чём себе не отказывая. Лидия стала напарницей Петра в операции, пройдя курсы радистов в рижской радиошколе при «Цеппелине».
Позже Таврин, со слов Лидии, рассказал о работе на немцев и убедил её пройти курсы радистов, а после получения задания вместе с ним перейти линию фронта, затеряться на советской территории и прервать связь с немцами. Лидия на допросах говорила, что была убеждена в нежелании Петра совершать какие-либо террористические акты против СССР или действовать каким-либо образом против советских войск. Также она утверждала, что её обучали на радиста в течение 16 дней, а перед отлётом провели сеанс связи с Берлином: из-за страха она не смогла толком принять около половины от всего сообщения из Берлина, вследствие чего ошибки Лидии пришлось исправлять лично Краусу и отвечать за неё в Берлин.

### Список снаряжения
К весне 1944 года подготовка Таврина была окончательно завершена: Таврин получил звезду Героя Советского Союза и орден Ленина казнённого в плену гвардии генерал-майора Ивана Шепетова вместе с рядом наград. Все фиктивные документы ему подготовил оберштурмбаннфюрер СС Бернхард Крюгер — по ним Таврин был якобы заместителем начальника отдела контрразведки СМЕРШ 39-й армии 1-го Прибалтийского фронта. Таврин должен был попасть за линию фронта под видом инвалида войны: для убедительности врачи имитировали ему осколочное ранение в области живота и левого бедра, сделав три глубоких надреза, подкрепив это фальсифицированными справками из советских госпиталей: предложение сделать искусственную хромоту даже с гарантией восстановления прежней подвижности он отклонил. Также сотрудники «Цеппелин» изготовили конверт со всеми атрибутами пакета государственной важности, подготовили 500 тысяч рублей ассигнациями на расходы и около 500 фальшивых документов, которые могли бы обеспечить Таврину беспрепятственное прохождение любых бюрократических преград (в том числе и фальшивые выпуски газет «Правда» и «Известия» с фотографиями Таврина как Героя Советского Союза). Лидия также получила свою легенду — младший лейтенант административной службы Лидия Яковлевна Шилова, секретарь особого отдела дивизии.
Во время обучения Таврин освоил специальный образец оружия — «панцеркнаке», портативный (крепившийся на руку) гранатомет для диверсионных заданий по легкобронированным целям, специально сконструированный немецкими оружейниками. Гранатомёт мог вести огонь 30-мм бронебойно-зажигательными снарядами, которые с 300 метров пробивали бронеплиту толщиной 40 мм. Помимо двух таких гранатомётов и девяти снарядов к ним, агента Шило вооружили 8-зарядным пистолетом образца 1906 года производства компании «Webley & Scott» с разрывными отравленными пулями, радиоуправляемой магнитной миной, портативным радиопередатчиком и блокнотами для дешифровки. Все необходимые вещи он должен был перевозить на советском мотоцикле М-72. Доставку обеспечивал четырёхмоторный транспортный самолёт Arado Ar 232, который должен был доставить Таврина и Шилову на линию Вязьма — Ржев и выгрузить всё их имущество.
В последующих публикациях о Таврине и Шиловой авторы добавляли разные элементы снаряжения. В рассказе 1965 года «Провал акции „Цеппелин“» авторства А. П. Беляева, Б. Сыромятникова и В. Угриновича утверждается, что Таврин заказал себе в Риге специальное кожаное пальто с удлинённым (в последующих публикациях — расширенным) правым рукавом для маскировки оружия и с двумя карманами на левой стороне, о чём в документальных источниках вообще не упоминалось. Начиная с 1971 года, в разных источниках также говорилось, что мотоциклом Таврина был не советский М-72, а немецкий марки Zündapp, умело замаскированный под М-72; также из-за ошибочной идентификации в последующих документах назывался некий специально разработанный самолёт «Арадо-332» с 20-колёсным шасси и повышенной проходимостью, хотя самолётов с таким названием в принципе не существовало, а информация о шасси не подтверждалась нигде.

### План
По плану, утверждённому в январе 1944 года (предположительно, лично Эрнстом Кальтенбруннером), Таврин должен был с фальшивыми документами проникнуть на территорию Москвы, связаться с представителями антисоветского движения, коими якобы являлись генерал Загладин из управления кадров наркомата обороны и майор Палкин из штаба резервного офицерского полка. Они должны были помочь Таврину попасть на ближайшее торжественное собрание в Кремле с участием Сталина. Штурмбаннфюрер СС Хенгельхаупт рекомендовал Петру заводить полезные знакомства с телефонистками и связистками — а при необходимости вступать в интимные отношения, — чтобы расположить их к себе, исключить хоть какие-либо подозрения и выяснить время и место торжественных заседаний с участием членов советского руководства.
По изначальной задумке Таврин должен был с помощью выстрела отравленной пулей из автоматического пистолета ликвидировать советского вождя, а смерть Сталина должна была стать сигналом для РОА, которые попытались бы организовать переворот в Кремле. На случай невозможности попадания в Кремль Таврин должен был устроить засаду и взорвать автомобиль со Сталиным, выстрелив в него из гранатомёта. Ещё одним вариантом мог стать взрыв в Большом театре, когда там будет присутствовать Сталин. Если же приблизиться к Сталину было бы невозможно, то Таврин должен был выстрелить отравленными пулями в Вячеслава Молотова, Лаврентия Берию или Лазаря Кагановича. В канун операции Таврин во второй раз получил инструкции от Скорцени.
У Таврина и Шиловой были инструкции по тому, каким способом осуществлять передачу сообщений, какие подписи ставить в конце радиограммы (например, «Л.Ш.» при работе под контролем и «Л.П.» при самостоятельной работе), а также как оповестить командование в случае провала всей операции.

## Задержание Таврина
По данным газеты «Смена», в июне 1944 года в лесах Смоленской области была перехвачена группа немецких парашютистов, которая подыскивала подходящее место для посадки самолёта типа Arado Ar 232. В августе того же года женщина-агент под псевдонимом «фрау Зейферт» и её напарник, один из доверенных сотрудников оберштурмбаннфюрера Хенгельгаупта, передали в Москву радиограмму о готовящейся спецоперации. В связи с этим в Смоленской и Калининской областях была приведена в готовность оперативно-поисковая служба.
Ранее предпринималась попытка перебросить Таврина через линию фронта, когда самолёт Arado 232 взлетел с минского аэродрома, но был обстрелян в воздухе и получил сильные повреждения, в связи с чем вернулся обратно. В ночь с 4 на 5 сентября 1944 года самолёт Arado 232 B-05 из эскадрильи Kampfgeschwader 200 всё же взлетел с рижского военного аэродрома. На борту находились, помимо Таврина и Шиловой:
- командир обер-фельдфебель Гельмут Фирус — скрылся, позже был задержан
- штурман фельдфебель Герхард Тидт — скрылся, позже был задержан
- радист Герхард Хоберехт — задержан
- бортмеханик Вилли Браун — убит при попытке задержания
- бортовой стрелок Кергард Шнейдер — задержан
- бортовой стрелок Ойген Хеттерих — задержан

Согласно публикации в газете «Красное знамя» (город Гагарин Смоленской области) от 1988 года, самолёт был сбит в районе 1 часа ночи и вынужден был сесть на территории Смоленской области около села Яковлево — у самолёта оторвалась и загорелась мотогондола, из-за чего машина оказалась в большой опасности. Выбравшихся из самолёта Таврина и Шилову, а также почти весь экипаж задержали около 6 часов утра в районе села Карманово. Диверсантов задержал начальник Кармановского районного отдела НКВД старший лейтенант милиции Ветров. Таврин утверждал, что направляется в Москву с крайне важным поручением и настоятельно требовал его пропустить, однако неправильно оформленная командировка заставила Ветрова заподозрить неладное, и тот настоятельно потребовал от Таврина проследовать в отделение. В ряде источников утверждается, что накануне шёл ливень, а одежда Таврина и его мотоцикл были подозрительно сухими, однако это утверждение подвергается сомнениям со стороны того же Ландера. В итоге Таврин вынужден был сдаться и подчиниться требованиям Ветрова.
Для поисков экипажа самолёта были сформированы три оперативные группы НКВД: Гжатское РО (10 человек), Вяземский горотдел (20 человек) и Кармановское РО с членами истребительного батальона (30 человек). 7-й полк службы воздушного наблюдения получил приказ охранять самолёт. Дополнительно из ОКР СМЕРШ МВО прибыла группа красноармейцев в составе 80 человек. В семи километрах от места падения самолёта были найдены следы экипажа, а 9 сентября в 10 вечера на мосту через реку Березуйка (около деревни Лукьяньково Зубцовского района) экипаж был перехвачен, после чего завязался бой, длившийся до 4 часов утра. Командир и штурман сбежали с места перестрелки, однако двух бортовых стрелков и радиста удалось задержать, а бортмеханик был убит. 13 ноября сбежавших командира и штурмана также задержали.
Позже было найдено всё снаряжение Таврина от используемого оружия и боеприпасов до радиопередатчика и фальшивых документов: протокол обыска Таврина был подписан первым секретарём Кармановского райкома ВПК(б) С. И. Родиным. При этом описание конфискованного содержимого расходится у разных авторов: в частности, в публикации 2000 года в газете «Труд-7» упоминаются 7 изъятых пистолетов, 2 охотничьих ружья и 5 гранат в дополнение к гранатомёту, в то время как гранатомёт на самом деле был брошен Тавриным на месте приземления самолёта. В предыдущих публикациях гранатомёт не упоминался или описывался недостоверно, также отсутствовало упоминание рации или радиопередатчика.

## Радиоигра
Задержанные Фирус и Тидт рассказали, что предупреждались об особой ответственности порученной им переброски в тыл Таврина. В связи с этим НКВД-НКГБ приняли меры к усилению агентурно-оперативной работы по охране правительственных объектов, а сами выжившие члены экипажа самолёта в августе 1945 года решением Особого совещания НКВД были приговорены к высшей мере наказания. Что касается Таврина и Шиловой, то их допрос вели комиссары госбезопасности 3-го ранга Л. Ф. Райхман (НКГБ) и А. М. Леонтьев (НКВД), а также полковник В. Я. Барышников («СМЕРШ»): оба заключённых содержались во Внутренней тюрьме. На допросах задержанные признались в работе на немцев, но согласились сотрудничать с советской контрразведкой, пытаясь искупить свою вину за свои прежние преступления. Давая показания, Пётр и Лидия также передали важную информацию о работе германских разведывательных органов и о готовящихся перебросках групп диверсантов, сообщив также ряд сведений о своём начальстве — оберштурмбаннфюрере СС Отто Скорцени, оберштурмбаннфюрере СД Хайнце Грефе и штурмбаннфюрере СД докторе Эрихе Хенгельхаупте. Советские контрразведчики при обыске совершившего аварийную посадку самолёта обнаружили среди конфискованных предметов образцы оружия британского производства, которые, предположительно, были получены в ходе «радиоигр» Скорцени с британской разведкой. Вместе с тем, согласно следствию, больше половины показаний Таврина были признаны заведомо ложными.
С целью выявления дальнейших намерений германской разведки по делу Таврина было принято решение начать радиоигру с немцами («Центр»), чтобы вызвать на советскую сторону германскую агентуру и задержать её, а также заодно заполучить явки к другим агентам германской разведки. К этой операции были подключены управления НКВД и НКГБ по Московской области. Радиоигра с участием Таврина и Шиловой получила наименование Э-308, а используемая радиостанция получила название «Туман» (ранее «Семейка»). Радиоигру санкционировал нарком Внутренних дел СССР Лаврентий Берия, а в её рамках Таврин и Шилова получили номера «35» и «22» для конспирации. До 3 января 1945 года руководство радиоигрой осуществлял старший оперуполномоченный 3-го отдела ГУКР СМЕРШ майор Фролов, позже его сменил другой сотрудник этого же отдела, майор Г. Ф. Григоренко. Все сеансы связи осуществлялись путём выезда за город. Тексты радиограмм в «Цеппелин» готовились начальником 3-го отдела ГУКР СМЕРШ Барышниковым и утверждались начальником СМЕРШ Абакумовым или его заместителем генерал-лейтенантом Бабичем, а также согласовывались с начальником 2-го Управления НКГБ СССР Федотовым и начальником Главного управления по борьбе с бандитизмом НКВД СССР Леонтьевым.
Первый выход в эфир состоялся 27 сентября 1944 года: в первой телеграмме от Таврина предусматривалось описать обстоятельства аварии самолёта максимально близко к реальности, а также добавить, что агент и радистка не смогли воспользоваться мотоциклом и пошли пешком, а лётчики ушли в лес, чтобы пробиться за линию фронта к своим. До 15 октября радиостанция выходила неоднократно в эфир, умышленно не устанавливая связь с «Цеппелином» и создавая видимость серьёзных помех, а 19 октября вслепую телеграфировала в «Центр» просьбу вызвать опытного радиста. Полное налаживание связи состоялось 26 октября, а через трое суток была повторно передана заранее оговорённая легенда о крушении самолёта с сообщением о том, что Пётр с Лидой добрался до Ржева, пробыв там 12 дней, и прибыл 28 сентября в Москву.
В ноябре в «Центр» сообщили о неудачной попытке покушения на Сталина, продолжая при этом отправлять туманные сведения о непонимании указаний из «Центра». Все последующие радиограммы шли уже реже: в декабре состоялся обмен сведениями по поводу пропаганды деятельности РОА и созданного Власовым КОНР, а 19 января «Центр» сообщил о наличии соседней диверсионной группы и приказал найти место жительства членов комитета «Свободная Германия». От соединения с соседней группой НКВД отказалось, предположив, что они были участниками другой радиоигры «Загадка». В радиообмене с 31 января по 15 февраля «Цеппелин» намекнул на возможность сброса новых спецсредств вместе со взрывателем к радиомине, поскольку первый должен был прийти в негодность к началу ноября. Что касается радиоигры «Туман», то сотрудники НКВД на основании полученных сведений сумели разоружить группы диверсантов, которые якобы собирались взорвать мосты через Волгу, Каму и Вятку и совершить диверсии на оборонных объектах Урала. Подобная радиоигра продолжалась до 9 апреля 1945 года, когда было отправлено последнее сообщение в «Центр», оставшееся без ответа.

## Судьба после войны
По некоторым сведениям, Пётр и Лидия содержались в тюрьме в последующие годы после окончания войны, а также некоторое время передавали в Берлин и Москву из своей конспиративной квартиры радиограммы, остававшиеся без ответа. Предполагалось, что таким образом НКВД с помощью Тавриных пыталось выманить не пойманных ещё немецких агентов, однако эти усилия не увенчались успехом. В то же время 9 сентября 1944 года против них было возбуждено уголовное дело № 5071 (архивный номер Н-21098).
16 августа 1951 года Петру Ивановичу Шило-Таврину было официально предъявлено обвинение в совершении преступлений, предусмотренных 58-й статьей УК РСФСР — пункты 58-1 «б» (измена Родине со стороны военного персонала) и 58-8 (террористические акты против советской власти). Шило признал себя виновным только в измене Родине, подтвердив, что перешёл 30 мая 1942 года в районе Ржева на сторону немцев добровольно. Обвинения в терактах против советской власти он не признал, заявив, что никогда не был намерен «выполнять задание немцев по центральному террору».
Дело было рассмотрено на закрытом судебном заседании Военной коллегией Верховного суда СССР без участия гособвинения и защиты 1 февраля 1952 года, и в тот же день Таврин и Шилова были приговорены к высшей мере наказания (смертной казни через расстрел). Все ходатайства о помиловании Президиум Верховного Совета СССР отклонил. Приговор в отношении Таврина приведён в исполнение 28 марта 1952 года, в отношении Шиловой — 2 апреля. В своём последнем заявлении Лидия обратилась к суду с просьбой вынести ей тот же приговор, что и мужу:

Все эти годы оккупации я мечтала о родной земле и родных людях. Я не жалею о том, что прилетела. Если нужно будет умереть, умру, но зато буду знать, где умерла и за что. Прошу об одном: предоставить мне возможность разделить судьбу с мужем, какова бы она ни была. Я верю в то, что с момента вступления на родную землю он ничего бы не сделал против Родины.

11 мая 2002 года Главная военная прокуратура, рассматривая вопрос о возможной реабилитации Петра Ивановича Шило и Лидии Яковлевны Шиловой, приняла решение об отказе в реабилитации обоих.

## Отражение в культуре

### Издания в СССР
Официальная версия событий была впервые представлена в мае 1965 года в журнале «Вопросы истории» в статье «Советские органы государственной безопасности в годы Великой Отечественной войны», а также в опубликованном в том же году документальном рассказе авторства писателя А. П. Беляева, сотрудников КГБ Б. Сыромятникова и В. Угриновича «Провал акции „Цеппелин“» в трёх номерах газеты «Красная звезда». 6 октября 1968 года в смоленской областной газете «Рабочий путь» появилась заметка «Провал операции Скорцени», в которой о задержании Таврина и Шиловой рассказывал очевидец Константин Астапенков, однако в заметке фигурировали несколько серьёзных фактических ошибок, не исправленных редакторами в выходивших позднее очерках. В итоге содержание операции по задержанию Петра Таврина и Лидии Шиловой дополнялось и другими деталями, достоверность которых ставилась не раз под сомнение.
В 1971 году очередная версия истории была опубликована в газете «Смена» в виде очерка «Сентябрь сорок четвёртого» авторства Андрея Соловьёва, что стало первой публикацией в массовых периодических изданиях, а не изданиях для узкого круга лиц. В 1976 году полковником КГБ СССР, преподавателем Высшей школы КГБ А. К. Соловьёвым опубликован очерк «Последняя ставка» из цикла «Волки гибнут в капканах», а в 1979 году история попала в книгу «Военные чекисты» С. З. Острякова. Дальнейшие публикации последовали в 1987 году в смоленской региональной газете «Красное знамя» (город Гагарин), когда вышел очерк Владимира Королёва «Операция завершилась под Кармановым», и в составе сборника «Продолжение подвига» (Смоленская областная организация Союза журналистов СССР). Определённые детали менялись от очерка к очерку, однако почти везде наблюдались одни и те же ошибки: так, ошибочно указывались номер самолёта «Арадо 332», марка мотоцикла «Zundapp» (якобы был замаскирован под М-76); имела место путаница в дате и месте посадки самолёта; саму Лидию Шилову представили как сожительницу (не жену) Таврина, фанатично преданную немецкой разведке.
В 1988 году в той же газете «Красное знамя» вышла заметка «Это было так…» авторства журналистки С. Ю. Кокоттиной, расцениваемая историками как более достоверная и приближенная к истине по сравнению с очерками прошлых лет (но также содержавшая ряд ошибок). Там же были опубликованы показания командира Волоколамской роты ВНОС 1-й дивизии ВНОС Особой московской армии ПВО Г. Сидоренко о маршруте самолёта и характере повреждений сбитого «Арадо». Вместе с тем заявления Сидоренко о задержании Таврина и Шиловой подвергались критике, поскольку Сидоренко на задержании сам не присутствовал.

### Издания в постсоветской России
В 1993 году в журнале Министерства безопасности Российской Федерации «Служба безопасности. Новости разведки и контрразведки» были впервые опубликованы ряд официальных документов: сообщение УНКВД Смоленской области о задержании Таврина и Шиловой, протокол допроса Таврина в НКВД СССР и краткое послесловие сотрудника Центра общественных связей МБ РФ В. Воздвиженского. Спустя два года историк Лев Безыменский включил выдержки из документов в книгу «Операция „Миф“», а в 1997 году в мемуарах бывшего сотрудника 3-го отдела ГУКР «СМЕРШ» Д. П. Тарасова «Большая игра» были представлены подробности операции «Туман» (Таврин и Шилова фигурировали там под фамилией супругов Покровских).
В дальнейшем история несостоявшегося покушения Шило описывалась в книге Н. А. Зеньковича «Покушения и инсценировки: от Ленина до Ельцина» 1998 года, полуофициальном издании «Лубянка, 2 (История отечественной контрразведки)» 1999 года и публикации на сайте ФСБ авторства Олега Матвеева (позже не указывался в качестве автора) и Сергея Турченко «Он должен был убить Сталина». Начиная с того же 2000 года, появляются первые критические публикации на тему покушения.

### Издания за рубежом
За рубежом историю о задержании Шило впервые опубликовали в 1967 году в немецком журнале Der Spiegel. В начале 1971 года греческим эмигрантом Эдуардом Спиро, писавшем под псевдонимом Эдвард Генри Кукридж (англ. Edward Henry Cookridge) и служившим в годы Второй мировой войны в британской разведке, была выпущена книга «Гелен: шпион столетия» (англ. Gelhen: Spy of the Century), в которой Кукридж добавил ряд странных деталей, приписав Шило-Таврину шпионскую деятельность в штабе Брянского фронта (генерала-майора И. Д. Черняховского) и отметив, что Таврин и Шилова не забрасывались в СССР, а выводились оттуда из-за угрозы провала. Историк спецслужб Найджел Уэст писал, что у Кукриджа были хорошие контакты во время войны, но установить источники информации автора он не смог.
Официальная версия нередко оспаривалась историками в дальнейшем отчасти из-за грифа секретности на ряде документов, а отчасти из-за противоречий в уже доступных документах. Многие детали приукрашивались в последующих публикациях как в советской, так и в зарубежной литературе. Ориентировочно в 1974 году в номере 46 одного из журналов «Das Dritte Reich. Zeitgeschehen in Wort, Bild und Ton» вышел сатирический очерк под названием «Панцерфауст в пиджаке» авторства неких Валериана П. Лебедева и Фрица Лангоура, в котором приводились неоднозначные факты, однако к концу текста стиль статьи переходил к откровенно издевательскому и намекал на недостоверность официальной версии.
Приключенческий роман «Их было десять» Х. Г. Конзалика описывает попытку покушения на Сталина с забросом десанта в советский тыл в 1944 г., однако сюжет романа имеет лишь отдалённое сходство с историей Шило-Таврина.

### Фильмы
Делу Петра Таврина-Шило были посвящены ряд документальных фильмов: так, в рамках документального сериала «Лубянка» телекомпании «Останкино» вышел фильм «Заключённый № 35», в котором широко использовались документальные материалы. По мнению историка Игоря Ландера, это был один из лучших видеоматериалов по делу Таврина, в котором было наименьшее количество фактических ошибок и в котором данные излагались наиболее близко к содержимому официальных документов. 23 февраля 2007 года вышел фильм «Ликвидаторы» из цикла «Следствие вели…» на НТВ, посвящённый не только операции с участием Шило, но и гипотетической операции НКВД с участием разведчика И. Л. Миклашевского по ликвидации Гитлера, однако фильм, по мнению того же Ландера, изобилует ошибками по поводу стоимости затрат на подготовку Таврина и обстоятельств задержания.
В декабре 2008 года на телеканале «Звезда» вышел документальный фильм «Операция „Туман“» — первый из цикла «Особый отдел». Несмотря на присутствие в рядах консультантов множества высокопоставленных сотрудников ФСБ (таких, как глава Департамента военной контрразведки ФСБ РФ генерал-полковник А. Г. Безверхний, заместитель руководителя Департамента военной контрразведки ФСБ РФ контр-адмирал С. А. Коренков и многие другие), в фильме было допущено также большое количество ошибок о практике деятельности германских и советских спецслужб. При этом авторы предварительно предупредили, что в процессе реконструкций многие реальные факты были сознательно подвергнуты переработке, а также в фильме был введён элемент художественного вымысла. Сценаристами значились писательница Елена Езерская и научный сотрудник ЦА ФСБ РФ доцент Владимир Макаров, хотя в титрах указывался некто Игорь Дмитриев.
В 2009 году на телеканале «Россия» вышел фильм А. Тадевосяна «Убить товарища Сталина», основанный на публикации А. Г. Михайлова «Хлестаков из „Цеппелина“». Ни фильм, ни публикация не выдерживали серьёзного исторического анализа.
История Шило-Таврина была использована для разработки сюжета художественного фильма «Приказано уничтожить! Операция: „Китайская шкатулка“» (2009 год), в котором завербованному немецкому агенту Петру Гаврину удалось достаточно близко подойти к завершению операции по устранению Сталина.

### Комментарии
1. ↑  В разных документах встречаются варианты прежней и новой фамилии Таврин-Шило[1] и Шило-Таврин[2].
2. ↑  Согласно наградным документам — 1913 года рождения[6].
3. ↑  В источниках ошибочно утверждается о работе Шило на посту начальника геолого-разведочной партии. Поскольку золотой и серебряный прииски в Исовском районе Свердловской области были стратегическими предприятиями, проверке подлежали абсолютно все их сотрудники[5].
4. ↑  На допросе он утверждал, что был «арестован за растрату 1300 рублей государственных денег»[13].
5. ↑  В запас первой категории могли попасть только военнослужащие, которые были уволены в запас по отбытии срока действительной службы[5].
6. ↑  Одна из версий появления Нежинского РВК, предполагаемая Игорем Ландером — это мобилизационные предписания, которые могли попасть в «Служебную книжку для рядового и младшего начальствующего состава Красной Армии» для тыловых военнослужащих. С 7 октября 1941 года такие книжки были заменены на красноармейские книжки[5].
7. ↑  Выслуга младшего лейтенанта в запасных полках (не в действующей армии) составляла два года, досрочное присвоение могло быть только в качестве поощрения за совершение геройского поступка или за высокие личные заслуги, но при обязательном наличии соответствующих записей. Таким образом, Таврин мог стать лейтенантом не раньше конца лета — начала осени 1943 года[5].
8. ↑  Забросить его в тыл в качестве советского агента было невозможно, поскольку тогда это провели бы с максимальной безопасностью при постоянном наблюдении со стороны надёжных лиц. Также было невозможно спровоцировать его допросом от лейтенанта госбезопасности Васильева, поскольку это делалось бы только в крайних случаях[13].
9. ↑  Статьи 321 и 323 Боевого устава пехоты 1942 года (часть II).
10. ↑  Пропавший без вести числился в течение 15 дней временно выбывшим, а в случае неявки на поверку включался в списки безвозвратных потерь части с донесением по команде[13].
11. ↑  Утверждалось, что его якобы изобличали в краже денег и даже избивали за шулерство при игре в карты[4], в то время как с осени 1939 года в лагерях ОКВ были только специальные купоны, а слухи об игре в карты не соответствуют реалиям того времени[10].
12. ↑  Н. А. Зенькович утверждал, что Жиленков якобы был сокамерником Шило и представлялся ему как «московский шофёр Жора»[7], хотя в реальности Жиленков попал в плен ещё в октябре 1941 года и с ноября под именем рядового Максимова служил шофёром в составе 252-й пехотной дивизии вермахта, пока не был раскрыт 23 мая 1942 года на допросе и не заявил о готовности сотрудничать с немцами[10].
13. ↑  В ряде изданий ошибочно утверждается, что он обучался в разведшколе Брайтенфурте и якобы выдавал антифашистски настроенных курсантов[10].
14. ↑  Согласно газете «Смена», Таврин присутствовал на встрече с участием Йозефа Геббельса, руководителя РОА Андрея Власова и главы крупной фракции ОУН Степана Бандеры[1], хотя в то время Бандера находился в одном из корпусов Заксенхаузена.
15. ↑  По другой версии, Таврину был предоставлен небольшой отпуск после завершения подготовки в декабре 1943 года, но Пётр попросил перевезти Лидию в Берлин из Пскова, а уже через 10 дней оба отправились в Ригу[4].
16. ↑  В очерке А. К. Соловьёва «Последняя ставка» 1976 года впервые появились заявления, что от Лидии потребовали убить Таврина, если он струсит или попытается сорвать всю операцию — позже эта информация появлялась и в других документах[3]. По мнению Игоря Ландера, подобный приказ не мог иметь места[10].
17. ↑  По одной версии, речь шла о пяти медалях[14], по другой версии — два ордена Красного Знамени, орден Александра Невского, орден Красной Звезды и две медали «За отвагу»[4].
18. ↑  В разных источниках упоминается её двойная фамилия Шилова-Адамович[4] или Адамчик-Шилова[10].
19. ↑  В связи с отсутствием в открытых источниках какой-либо информации о данных агентах Игорь Ландер утверждал, что эти агенты могут быть вымышленными[10].
20. ↑  По другим данным, самолёт был засечён ПВО Московской области в районе 2 часов ночи и сбит около Кубинки, но совершил посадку также на территории Смоленской области[12].
21. ↑  В историографии советских органов госбезопасности название радиостанции стало наименованием всей радиоигры[10].